# 西便门东街
39°54′00″N 116°20′57″E / 39.90001°N 116.34913°E
西便门东街是位于中国北京市西城区西部的一条街。

## 简介
西便门东街东起复兴门南大街，西到西便门外大街与西便门内大街交汇处，与广安门北滨河路连接。西便门东街形成于1960年代末、1970年代初。因地处北京外城西便门以东，1987年定名为“西便门东街”。